# Coronel Fabriciano
Coronel Fabriciano je město v Brazílii, ve státě Minas Gerais přibližně 200 jihovýchodně od brazilského hlavního města. Město má 105 037 obyvatel (údaj z roku 2008) a rozkládá se na 221,049 km².